# Division d'Honneur 1900-1901
La Division d'Honneur 1900-1901 è stata la sesta edizione della massima serie del campionato belga di calcio disputata tra il 21 ottobre 1900 e il 5 maggio 1901 e conclusa con la vittoria del Racing Club de Bruxelles, al suo terzo titolo.
Capocannoniere del torneo fu Herbert Potts.

## Formula
L'Anversa, il FC Courtraisien e il RC de Gand non si iscrissero al campionato. Le squadre che esordirono nel torneo furono due così le partecipanti furono nove e disputarono un turno di andata e ritorno per un totale di 16 partite.
Nessuna squadra venne retrocessa in Division 2.

## Squadre
| Squadra                              | Città     | Stadio | Stagione 1899-1900 |
| ------------------------------------ | --------- | ------ | ------------------ |
| FC Liégeois                          | Liegi     |        | 4º gruppo A        |
| Beerschot AC                         | Anversa   |        | nessuno            |
| Léopold Club de Bruxelles            | Bruxelles |        | 5º gruppo A        |
| Racing Club Bruxelles                | Uccle     |        | 2º gruppo A        |
| Athletic & Running Club de Bruxelles | Uccle     |        | 3º gruppo A        |
| FC Brugeois                          | Bruges    |        | Finalista          |
| Verviers FC                          | Verviers  |        | nessuno            |
| CS Brugeois                          | Bruges    |        | 2º gruppo B        |
| Skill FC de Bruxelles                | Bruxelles |        | 6º gruppo A        |

## Classifica finale
|                   | Pos. | Squadra                              | Pt | G  | V  | N | P  | GF | GS | DR  |
| ----------------- | ---- | ------------------------------------ | -- | -- | -- | - | -- | -- | -- | --- |
| Belgio (bandiera) | 1.   | Racing Club de Bruxelles             | 26 | 16 | 10 | 6 | 0  | 44 | 11 | +33 |
|                   | 2.   | Beerschot AC                         | 25 | 16 | 11 | 3 | 2  | 47 | 21 | +26 |
|                   | 3.   | Léopold Club de Bruxelles            | 23 | 16 | 10 | 3 | 3  | 37 | 20 | +17 |
|                   | 4.   | Athletic & Running Club de Bruxelles | 18 | 16 | 7  | 4 | 5  | 39 | 26 | +13 |
|                   | 5.   | Skill FC de Bruxelles                | 13 | 16 | 5  | 3 | 8  | 36 | 30 | +6  |
|                   | 6.   | FC Liégeois                          | 13 | 16 | 5  | 3 | 8  | 22 | 30 | -8  |
|                   | 7.   | Verviers FC                          | 12 | 16 | 6  | 0 | 10 | 19 | 44 | -25 |
|                   | 8.   | FC Brugeois                          | 8  | 16 | 2  | 4 | 10 | 10 | 40 | -30 |
|                   | 9.   | CS Brugeois                          | 6  | 16 | 1  | 4 | 11 | 16 | 44 | -28 |

Legenda:

      Campione del Belgio
Note:

Due punti a vittoria, uno a pareggio, zero a sconfitta.

### Verdetti
- Racing Club de Bruxelles campione del Belgio 1900-01.